# 博德赫拉芬-雷韦克
博德赫拉芬-雷韦克（荷蘭語：Bodegraven-Reeuwijk，荷蘭語發音：[ˌboːdəɣraːvə(n) ˈreːuʋɛik]）是荷兰南荷兰省的一个市镇，于2011年1月1日成立。博德赫拉芬－雷韦克由原博德赫拉芬、雷韦克2个市镇合并而成。